# 普慶坊

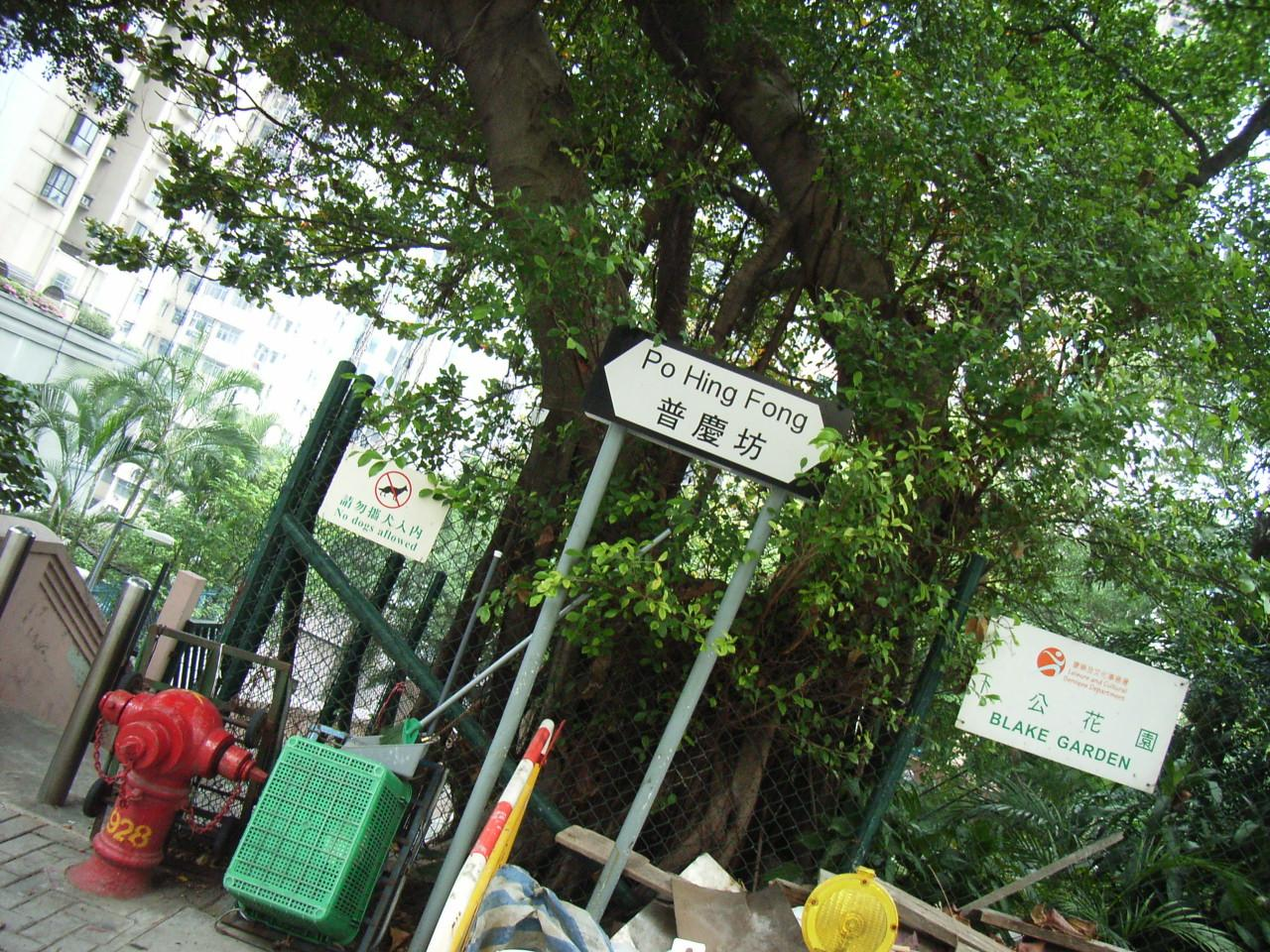
鄰近卜公花園

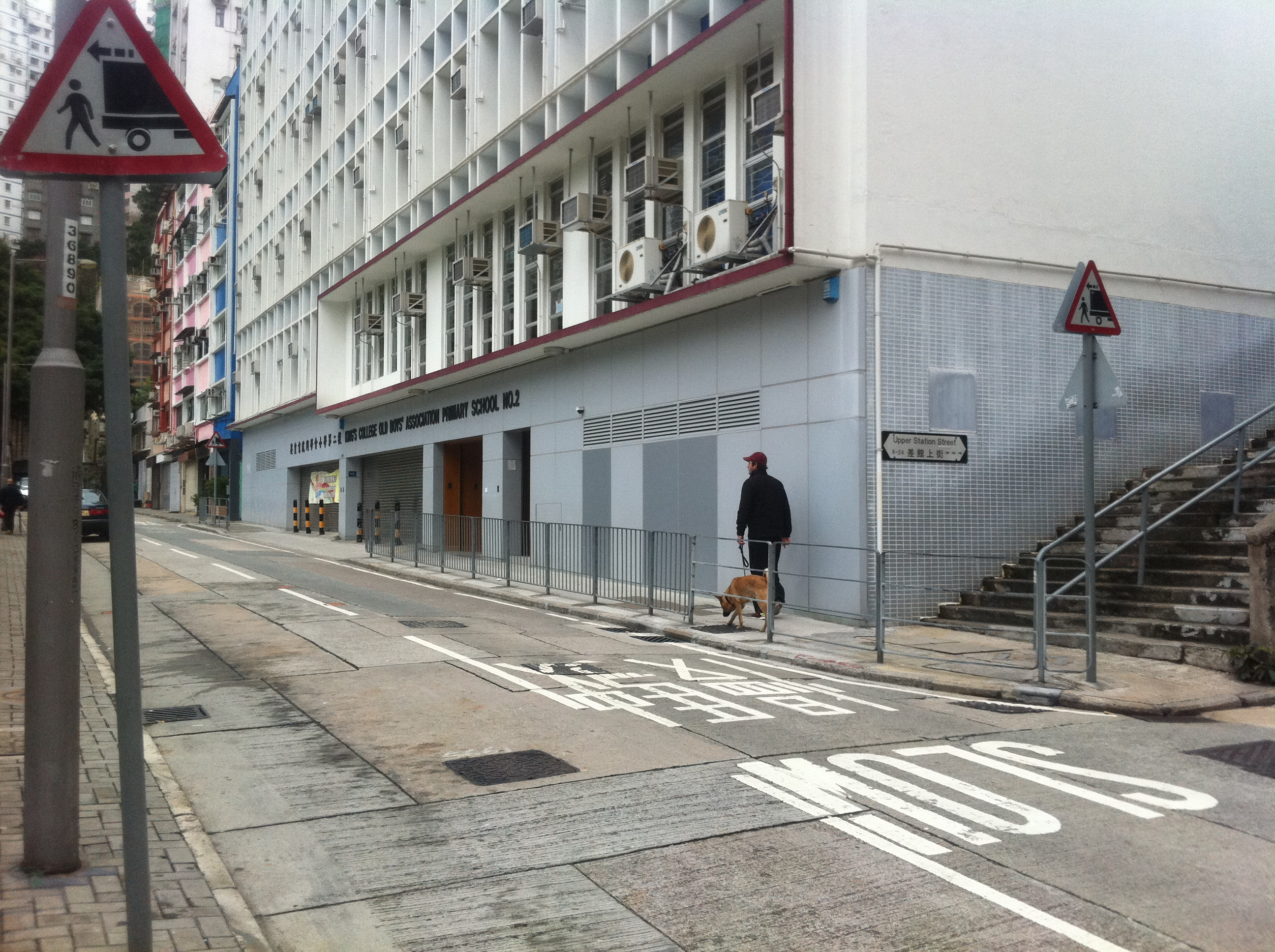
當年倒車意外現場

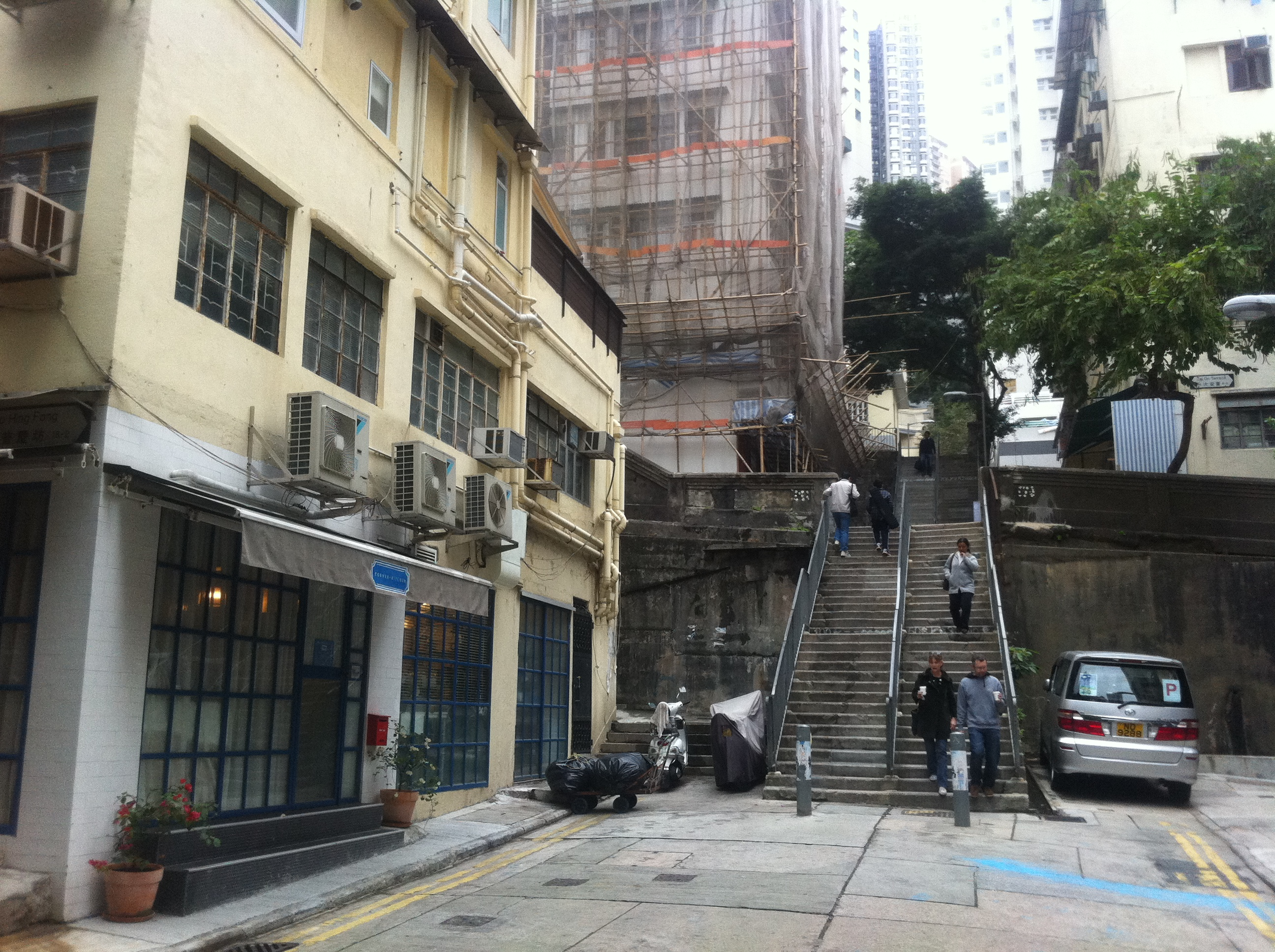
普慶坊與磅巷交界，是泊車及車輔掉頭勝地

普慶坊（英語：Po Hing Fong），是香港港島上環可以行車的一條街道。普慶坊位於香港中西區太平山山腰，車路東西走向，單線，兩邊都有1米以上的行人路。因為在普慶坊的西段近磅巷處，是行車的「掘頭路」，所以雖然普慶坊的車路是單線，但是也容許東西雙向行車。
因為在普慶坊之西的磅巷處，有適當空間讓的士、私家車及貨車調頭，所以間中見有車輛在此馬路上「倒車」行駛，應該是為「危險駕駛」。

## 事件

### 護土牆倒塌
1925年7月17日，上環堅道與樓梯街之間的一幅護土牆疑遭暴雨破壞結構突然塌下，並活埋普慶坊30多個家庭在內的7間房屋，釀成75死20傷。

### 倒車意外
2006年9月1日早上，一輛水務署的工程車，在普慶坊「倒車」行駛20多米，在與差館上街交界處，近英皇書院同學會小學第二校之正門西面馬路，意外將一名36歲男子(父親)及其手抱女嬰撞死。警方拘捕該名26歲貨車司機，控以「危險駕駛引致他人死亡」 的罪名。該工程車的公司事後自辯，貨車在普慶坊的死胡同是無法調頭的，所以要倒車行駛。 （页面存档备份，存于） 結果司機因危險駕駛罪，判囚八個月。 （页面存档备份，存于）

## 鄰近地點
- 英皇書院同學會小學第二校
- 卜公花園
- 差館上街
- 磅巷
- 普仁街 東華醫院

## 流行文化
上環普慶坊22A的咖啡店曾為電影《分手100次》的拍攝場地。

## 外部連線
- 普慶坊地圖 （页面存档备份，存于）
- 星島日報描寫2006年9月致命交通意外及其附近街道環境 （页面存档备份，存于）
- 妻抱長女趕至　撫屍痛哭 工程車高速倒駛撞死父女
- Neighborhood to watch: Hong Kong's 'PoHo'